# ۸۰۵ (خورشیدی)
۸۰۵ هشتصد و پنجمین سال هجری خورشیدی است.